# Rugby-Verband Bayern
Der Rugby-Verband Bayern e. V. (kurz RVBY) ist der 1996 gegründete Rugby-Sportverband Bayerns mit Sitz in München. Er ist einer der 13 Landesverbände des Deutschen Rugby-Verbands (DRV) und Mitglied im Bayerischen Landes-Sportverband.
Obwohl einer der jüngsten Landesverbände im deutschen Rugby, hat der RVBY in den Jahren seit seiner Gründung ein großes Wachstum hingelegt und umfasst mittlerweile 33 Vereine (Stand 1. Januar 2019). Damit ist der RVBY, noch vor dem Rugby-Verband NRW (22 Vereine), der Landesverband mit den meisten Rugby-Vereinen in Deutschland.

## Geschichte
Die Geschichte von Rugby in Bayern reicht bis ins 19. Jahrhundert zurück. So gibt es Belege, dass bereits vor 1898 Rugby Fußball, wie der Sport damals noch genannt wurde, in München „im dortigen Männer-Turnverein“ gespielt wurde.
Die weitere Geschichte liegt im Dunkel der Vergangenheit. Allerdings ist bekannt, dass in den Zwanziger Jahren unter anderem der FC Bayern München eine Rugby-Abteilung hatte, die sich 1928 gegen den Heidelberger Ruder Club 28 mit 3:0 durchsetzte. Nachweisbar sind Mannschaften von FC Wacker München und dem DSV München im Jahr 1929.
Nach dem Zweiten Weltkrieg wurde Rugby in Bayern nur durch Armee-Mannschaften aus den verschiedenen US-Army-Stützpunkten gespielt. Dies änderte sich erst 1977, als der München RFC als erster ziviler Verein gegründet wurde. 1985 folgte der TuS Fürstenfeldbruck.
Am 23. August 2013 wurde bekannt, dass dem Rugby-Verband Bayern ein echter Coup gelungen ist. Mit Robin Stalker hat der RVBY den ehemaligen Finanzvorstand des Sportausrüsters Adidas als Schirmherr gewinnen können. Für den Neuseeländer ist „Rugby schlichtweg eine Lebensart“ – und diese will er gemeinsam mit den bayerischen Vereinen künftig stärker in der Öffentlichkeit präsentieren.
2015 ging der RVBy eine enge Kooperation mit dem Bayerischen Rasenkraftsport und Tauziehverband ein. Eines der Ziele ist es Synergien zum gemeinsamen Vorteil zu heben.

## Mitglieder
Dem Verband mit seinen rund 2.600 Mitgliedern gehören 36 Vereine an.
- Oberbayern: München (7), Unterföhring, Fürstenfeldbruck, Gröbenzell, Bad Reichenhall, Ingolstadt, Anzing, Landsberg am Lech,

- Oberpfalz: Regensburg, Raigering (Amberg Iron Lions), Vilseck
- Niederbayern: Uni Rugby Passau

- Schwaben: Augsburg, Memmingen, Kempten, Nördlingen
- Baden-Württemberg: Ulm, Ravensburg

- Ober-, Mittel- und Unterfranken: Nürnberg, Würzburg, Gemünden, Bad Windsheim, Burgbernheim, Herzogenaurach, Illesheim, Erlangen, Bayreuth, Bamberg, Hof und Coburg
- Tirol, Österreich: Innsbruck
- Südtirol, Italien: Brixen

## Spielbetrieb

### Spielbetrieb in Bayern
In der Saison 2016/17 ist die höchste vom RVBY organisierte Liga die Regionalliga Bayern mit acht Mannschaften. Darunter gibt es die Verbandsliga Bayern mit 11 Mannschaften und die Aufbau-Liga im 7er-Rugby in Turnier-Form.
| Bezeichnung         | Anzahl | Vereine |
| ------------------- | ------ | --- |
| Regionalliga Bayern | 8      | RC Regensburg 2000, RFC Augsburg, RFC Bad Reichenhall, SV Studentenstadt-Freimann II, München RFC II, Würzburger RK, TSB Ravensburg, TS Bayreuth                    |
| Verbandsliga Bayern | 11     | Kempten, Ingolstadt/Unterföhring II, Ulm, Bamberg, Fürstenfeldbruck/Landsberg am Lech, Team München, Innsbruck, Ravensburg, Coburg, Nürnberg II, Studentenstadt III |

### Vereine in übergeordneten 15er-Ligen
| Bezeichnung   | Anzahl | Vereine                                                                     |
| ------------- | ------ | --------------------------------------------------------------------------- |
| 2. Bundesliga | 4      | München RFC, RC Unterföhring, SV Studentenstadt-Freimann, TSV 1846 Nürnberg |

### Vereine in übergeordneten 7er-Ligen
Bei den Frauen nehmen in der Saison 2016/17 neun Vereine an der Deutschen 7er Liga Süd teil.
| Bezeichnung                  | Anzahl | Vereine aus Bayern |
| ---------------------------- | ------ | --- |
| Deutsche 7er-Liga Frauen Süd | 11     | München RFC, SV Studentenstadt I und II, Fürstenfeldbruck, Regensburg, Augsburg, Unterföhring, TSV 1846 Nürnberg, RFC Bad Reichenhall, FC Eintracht Bamberg, RC Regensburg 2000, Bayreuth, Würzburg |

## Wissenswertes
Der München Rugby Football Club war in den Spielzeiten 2000/01 und 2002/03 bisher der einzige Teilnehmer an der 1. Bundesliga aus Bayern.
Unterföhring im Landkreis München ist mit knapp 11.000 Einwohnern die kleinste eigenständige Gemeinde in Deutschland mit einem eigenen Rugby-Verein. Der Rugby Club Unterföhring e. V. gründete sich dort 2012. Mit dem Zweitligaaufstieg ist Unterföhring die einzige Gemeinde Deutschlands, die jemals einen Rugby-Verein in einer Bundesliga gestellt hat.
Illesheim Black ’n’ Blue ist der letzte verbliebene Verein mit Sitz in einer US-Army-Base.